# Sant Pere de la Vall
Sant Pere de la Vall és una església del municipi de Verges (Baix Empordà) inclosa en l'Inventari del Patrimoni Arquitectònic de Catalunya.

## Descripció
L'església de Sant Pere de la Vall és un petit edifici de planta rectangular, d'una nau amb absis semicircular i coberta de teula a dues vessants. Forma part d'un conjunt arquitectònic unitari, constituït, a més, per la masia fortificada de Can Rei i el petit edifici de la rectoria.
És una construcció molt senzilla, i presenta, a la façana principal, la porta d'accés d'arc de mig punt, amb dovelles de pedres ben tallada i guardapols superior. L'obra és de pedra, i va ser bastida amb diversos tipus d'aparells; la part central de la façana té pedres regulars disposades en filades de dimensions diferents. En els extrems dels murs laterals hi ha contraforts.

## Història
Sant Pere de la Vall és una església romànica de tipologia rural. Data del segle xi, amb remodelacions posteriors. Hom creu que antigament era la parròquia del terme de Verges. Als murs interiors hi ha decoració pictòrica, del segle xix.